# Пробное тело
Про́бное те́ло — одна из основных концепций классической теории поля, тело, обладающее настолько малым зарядом при рассмотрении электромагнитного поля или настолько малой массой при изучении гравитационного поля, что оно пренебрежимо слабо возмущает внешнее поле.
Дополнительно предполагается, что размеры пробного тела пренебрежимо малы по сравнению с характерными для конкретной задачи расстояниями, то есть принимаются точечными. Тогда положение тела задаётся радиус-вектором {\displaystyle {\vec {r}}} как положение материальной точки.
При теоретическом рассмотрении полей «пробное тело» является абстракцией. Реальные, используемые в физических экспериментах пробные тела суть некоторые более или менее точные приближения к «идеальному» пробному телу.
По силе {\displaystyle {\vec {F}},} действующей на неподвижное пробное тело с массой {\displaystyle m} или зарядом {\displaystyle q}, возможно измерение модуля и направления вектора напряжённостей гравитационного {\displaystyle {\vec {G}}} или электрического {\displaystyle {\vec {E}}} полей:
{\displaystyle {\vec {G}}({\vec {r}})={\frac {\vec {F}}{m}},}
{\displaystyle {\vec {E}}({\vec {r}})={\frac {\vec {F}}{q}}.}
Используя в качестве пробного тела не покоящийся, а движущийся со скоростью {\displaystyle {\vec {v}}} электрический заряд, можно определить индукцию магнитного поля {\displaystyle {\vec {B}}}, базируясь на соотношении
{\displaystyle [{\vec {v}}\times {\vec {B}}]={\frac {\vec {F}}{q}}.}
Часто при определении магнитного поля роль пробного тела, вместо заряда, играет небольшая рамка с током {\displaystyle I}, магнитный момент которой стремится ориентироваться по полю.
Измерение поля можно также производить наблюдая движение пробного тела в силовом поле из решения обратной динамической задачи.